# Riksväg 40
De Zweedse rijksweg 40 is gelegen in de provincies Västra Götalands län, Jönköpings län en Kalmar län en is circa 321 kilometer lang. De weg loopt van de westkust naar de oostkust.

## Plaatsen langs de weg
- Göteborg
- Mölnlycke
- Bårhult
- Bårekulla
- Landvetter
- Härryda
- Rävlanda
- Bollebygd
- Borås
- Dalsjöfors
- Hökerum
- Ulricehamn
- Bottnaryd
- Axamo
- Jönköping
- Tenhult
- Forserum
- Äng
- Nässjö
- Ormaryd
- Eksjö
- Hult
- Bruzaholm
- Hjältevad
- Ingatorp
- Mariannelund
- Vimmerby
- Frödinge
- Ankarsrum
- Västervik

## Knooppunten
- E6/E20 bij Göteborg (begin), start gezamenlijk tracé met Riksväg 27
- Länsväg 156 bij Härryda
- Riksväg 27: einde gezamenlijk tracé, bij Borås, tevens aansluiting op Riksväg 41 en Riksväg 42
- Riksväg 46 en Länsväg 157 bij Ulricehamn
- Länsväg 185 bij Bottnaryd
- Riksväg 26 volgt vanaf Bottnaryd tot Jönköping ongeveer 13 kilometer zelfde tracé
- Länsväg 195
- Riksväg 47: start gezamenlijk tracé, bij Jönköping
- E4: start gezamenlijk tracé van zo'n 5 kilometer (inclusief Riksväg 47), bij Jönköping
- E4: einde gezamenlijk tracé, Riksväg 31: begin gezamenlijk tracé (inclusief Riksväg 47), bij Jönköping
- Riksväg 31/Riksväg 47: einde gezamenlijk tracé, bij Nässjö
- Länsväg 128
- Riksväg 32: gezamenlijk tracé over bijna een kilometer, bij Eksjö
- Länsväg 129 bij Mariannelund
- Riksväg 23/Riksväg 34 bij Vimmerby
- E22: gezamenlijk tracé van 9 kilometer, tot Västervik

Europese wegen:
E4 · E6 · E10 · E12 · E14 · E16 · E18 · E20 · E22 · E45 · E65
Riksvägar:
9 · 11 · 13 · 15 · 17 · 19 · 21 · 23 · 24 · 25 · 26 · 27 · 28 · 29 · 30 · 31 · 32 · 34 · 35 · 37 · 40 · 41 · 42 · 44 · 46 · 47 · 49 · 50 · 51 · 52 · 53 · 55 · 56 · 57 · 61 · 62 · 63 · 66 · 68 · 69 · 70 · 72 · 73 · 75 · 76 · 77 · 83 · 84 · 86 · 87 · 90 · 92 · 94 · 95 · 97 · 98 · 99